# ۱۰۳۳ (قمری)
۱۰۳۳(قمری)، هزار و سی و سومین سال در گاهشماری هجری قمری است. اول محرم این سال برابر با بیست و پنجم اکتبر سال ۱۶۲۳ میلادی است.

## زادگان
- شیخ حُرّ عاملی، از علمای قرن ۱۱ قمری شیعه.